# Phare d'Eagle River

Le phare d'Eagle River (en anglais : Eagle River Light), était un phare du lac Supérieur situé à l'embouchure de la rivière Eagle à Eagle River sur la péninsule de Keweenaw, dans le Comté de Keweenaw, Michigan. Ce phare est inscrit au Registre national des lieux historiques.

## Historique
De 1857 à 1908, le phare d'Eagle River[source insuffisante] fut le seul phare entre la voie navigable Keweenaw Waterway (en) et le phare d'Eagle Harbor. Avec la fin du boom du cuivre dans les années 1870, la rivière Eagle et son port commencèrent à décliner. Il a été recommandé de construire le phare de Sand Hills où la majeure partie du trafic lacustre passe et de déclasser le phare d'Eagle River. 
Le phare était situé sur une falaise de sable surplombant le lac Supérieur sur la rive ouest de la rivière. La tour n'avait que 7,3 m de haut, mais en raison de son emplacement privilégié, la lentille de Fresnel du sixième ordre pouvait être vue sur une distance de dix milles marins (environ 19 km). La station a été rénovée et partiellement reconstruite en 1884. La lumière a été mise hors service en 1908. 
Le phare d'Eagle River est une propriété privée appartenant à Edward «Bud» Cole, un conservateur historique avec une lignée familiale dans le Keweenaw datant des années 1850. Avec le phare d'Eagle River, il possède également plusieurs autres bâtiments d'importance historique à Eagle River et du phare de Sand Hills acheté en mars 2019. Le phare d'Eagle River est disponible à la location sur Homeaway.

Identifiant : ARLHS : USA-257 .

### Lien connexe
- Liste des phares au Michigan